# Верхні Усли
Верхні Усли́ (рос. Верхние Услы, башк. Үрге Уҫылы) — село у складі Стерлітамацького району Башкортостану, Росія. Адміністративний центр Услинської сільської ради.
Населення — 732 особи (2010; 740 в 2002).
Національний склад:
- татари — 59%
- башкири — 32%